# Robert W. Paul
Robert W. Paul (3 de octubre de 1869-28 de marzo de 1943) fue un electricista inglés, inventor y pionero del cine británico. 

## Primeros años
Robert William Paul nació el 3 de octubre de 1869 en Highbury, en el actual Londres interior. Comenzó su carrera técnica en la compañía Elliot Brothers, una empresa de fabricantes de Londres, fundada en el año 1804. En el año 1891, fundaría su propia empresa llamada Robert W. Paul Instrument Company. En un principio, la instalaría en un taller de Londres en (Hatton Garden, 44), que más tarde pasaría a ser su oficina.
Más tarde, en 1894, recibiría el encargo de copiar el Quinetoscopio de Edison por parte de dos empresarios de origen griego. Al principio, rechazaría la oferta. Aunque, después de saber que Edison no tenía patentado su invento en Gran Bretaña acabaría aceptando. Para ello, el propio Paul iría a comprar un quinestoscopio para hacer una versión inglesa a partir de las piezas del que había comprado (Ingeniería inversa). Paul fabricaría un número elevado de copias, una de las cuales suministraría a Georges Méliès. 
Sin embargo, las únicas películas disponibles en aquella época eran copias "piratas" de aquellas producidas por las máquinas de Edison. Mientras, Edison ya había patentado su cámara pero los detalles eran un secreto muy bien guardado. Paul quiso hacer lo mismo y creó su propia cámara. Entró en contacto con Birt Acres, un experto fotógrafo, quien había inventado un dispositivo para mover película como parte del proceso de desarrollo. Paul creyó que este principio podría ser utilizado en una cámara. Esta cámara fue bautizada como «Paul-Acres». Estaba inspirada en la Cronofotografía de Marey y contaba con un dispositivo de muelle para arrastar la película. El 16 de marzo de 1895, estuvo terminada y sería la primera cámara hecha en Inglaterra.

## Innovación en el cine
R.W. Paul obtuvo una concesión para operar un "salón de quinetoscopio" en el Centro de Exhibiciones Earls Court. El éxito de este salón le inspiró para contemplar las posibilidades de proyectar una imagen en movimiento sobre una pantalla, algo que Edison no consideró nunca. Mientras Paul y Birt Acres compartirían el triunfo de la primera cámara de Inglaterra, pronto se separarían por desavenencias económicas y se convertirían en competidores en el campo de la innovación de la cámara de película y en la creación de proyectores.
Acres presentaría su proyector, el primero de Inglaterra, el 14 de enero de 1896, llamado "Kinetic Lantern".Paul presentaría poco después su propio, teatrógrafo, el 20 de febrero. Paradójicamente,  el mismo día que se proyectaron por primera vez en Londres las películas de los Lumière. El cual iría perfeccionando a lo largo de los años.
En 1896, Paul inició una serie de proyecciones de fotografías en movimiento en el Reino Unido, utilizando un sistema inventado por él mismo de mecanismo de avance intermitente. Esto coincidió con el advenimiento del sistema de proyección ingeniado por los hermanos Lumière. Tras realizar ciertas demostraciones ante grupos científicos, se le encargó el suministro de un proyector en el teatro Alhambra, en Leicester Square. Presentó su primer programa teatral el 25 de marzo de 1896 .Este incluía películas realizadas junto con el dibujante Tom Merry, que realizó caricaturas del
propio Kaiser Guillermo II de Alemania y del canciller Otto von Bismarck.
El uso continuado de su teatrógrafo en las salas de música de todo el país, popularizó el cine temprano en Gran Bretaña.Hubo muchos feriantes que deseaban imitar el éxito de Paul, y algunos de ellos crearon sus películas de «interés local». Por lo que fue necesaria la instalación de una fábrica que únicamente produjera cámaras, proyectores y equipamiento de cine, con su propia oficina y sala de espectáculos. Paul también continuaría sus innovaciones en el campo de la cámara portátil. Su "Cinematograph Cámara Num. 1", construida en abril de 1896, sería la primera cámara que incluía un sistema de "reverse-cranking". Este mecanismo permitía que el mismo rollo de película fuera expuesto varias veces. La habilidad de crear superposiciones y exposiciones múltiples sería de una gran importancia. Esta técnica ya fue utilizada en su película estrenada en 1901 «Scrooge, o el fantasma de Marley", la adaptación de la novela corta de Dickens, Canción de Navidad. 
En 1898 diseñó y construyó el primer estudio de cine de Gran Bretaña, en Muswell Hill, al norte de Londres.

## Carrera
Mientras tanto, continuó con su negocio original, enfocado en su internacionalmente famoso «galvanómetro». Los instrumentos de Paul eran conocidos internacionalmente: ganó medallas de oro en la St. Louis Exposition de 1904 y en la Exposición de Bruselas de 1910, entre otros. Con el estallido de la Primera Guerra Mundial, comenzó a crear instrumentos militares, incluyendo aparatos tempranos de telegrafía sin hilos e instrumentos para la guerra submarina. En diciembre de 1919, la Compañía de Instrumentos Científicos de Cambridge adquirió la pequeña pero exitosa Compañía de Instrumentos de Robert W. Paul y la convirtió en la Empresa de Instrumentos de Cambridge y Paul Ltd. En 1924 Van acortar el nombre a «Cambridge Instrument Co. Ltd.", cuando la convirtieron en una empresa pública. 
Paul continuó haciendo sus propias películas, vendiendo directamente, o a través de las empresas de distribución nuevas que iban apareciendo y creciendo. Fue un gran e innovador director y cámara, pionero en técnicas como el primer plano y los cortes entre dos escenas. Fue uno de los primeros cineastas en usar efectos especiales. Sin embargo, sus intereses empresariales sobrepasaron la película y el cine, y se trasladó a la industria de infantería hacia el 1910. Sin embargo, sus contemporáneos siempre reconocieron su importancia, y a menudo se referían a él como «Papá Paul».
Curiosamente, y sin conocimiento previo de los hechos relatados hasta ahora, una empresa de tecnología llamada Kinetic tomó el edificio de Hatton Garden 44 en 1994 y lo rebautizó como «Kinetic House». En 1999, la industria fílmica británica conmemoró el trabajo de Paul con una placa conmemorativa en el mismo edificio.

## Filmografía
- The Derby (1895)
- Footpads (1895)
- The Oxford and Cambridge University Boat Race (1895)
- Rough Sea at Dover (1895)
- Blackfriars Bridge (1896)
- Comic Costume Race (1896)
- A Sea Cave Near Lisbon (1896)
- The Soldier's Courtship (1896)
- The Twins' Tea Party (1896)
- Two A.M.; or, the Husband's Return (1896)
- Robbery (1897)
- Come Along, Do! (1898)
- A Switchback Railway (1898)
- Tommy Atkins in the Park (1898)
- The Miser's Doom (1899)
- Upside Down; or, the Human Flies (1899)
- Army Life; or, How Soldiers Are Made (1900)
- Chinese Magic (1900)
- Hindoo Jugglers (1900)
- A Railway Collision (1900)
- Artistic Creation (1901)
- Cheese Mites; or, Lilliputians in a London Restaurant (1901)
- The Countryman and the Cinematograph (1901)
- The Devil in the Studio (1901)
- The Haunted Curiosity Shop (1901)
- The Magic Sword (1901)
- An Over-Incubated Baby (1901)
- Scrooge, or, Marley's Ghost (1901)
- Undressing Extraordinary (1901)
- The Waif and the Wizard (1901)
- The Extraordinary Waiter (1902)
- A Chess Dispute (1903)
- Extraordinary Cab Accident (1903)
- The Voyage of the Arctic (1903)
- The Unfortunate Policeman (1905)
- The '?' Motorist (1906)
- Is Spiritualism A Fraud? (1906)